# SP-561
A SP-561 é uma rodovia transversal do estado de São Paulo, administrada pelo Departamento de Estradas de Rodagem do Estado de São Paulo (DER-SP).

## Denominações
Recebe as seguintes denominações em seu trajeto:
Nome:	Jarbas de Moraes, Rodovia
- De - até:	SP-320 (Jales) - Santa Albertina
- Legislação:	LEI 2.630 DE 18/12/80

Nome:	Armindo Pilhalarmi, Rodovia
- De - até:	Santa Albertina - Porto Santa Albertina
- Legislação:	LEI 3.910 DE 09/11/83

## Descrição
Principais pontos de passagem: Jales (SP 320) - Santa Albertina - Porto Santa Albertina (Divisa MS)

## Características

### Extensão
- Km Inicial: 1,060
- Km Final: 42,540

### Municípios atendidos
- Jales
- Urânia
- Santa Albertina